# Quintus Hortensius Hortalus
Pour les articles homonymes, voir Quintus Hortensius.
Quintus Hortensius Hortalus, (vers 114 av. J.-C., 50 av. J.-C.) est un orateur romain célèbre, un avocat réputé, et un homme politique de la Rome antique.

## Biographie
Il est peut-être le neveu de Hortensius, prénommé Lucius ou Quintus, consul désigné pour l'an 108 av. J.-C., mais qui est poursuivi avant de pouvoir prendre ses fonctions.
Il est le maître des plaidoiries à Rome, jusqu’à ce qu’il perde ses causes contre Cicéron lors des procès contre Quinctius en 81 av. J.-C. et contre Verres en -70. Cicéron et Hortensius furent néanmoins de grands amis, et Hortensius le défendit lors de son exil en -58. Ils plaidèrent ensemble dans de nombreux procès d'importance : pour Murena (-63), pour Sulla (-62), pour Milon (-52).
Malgré un cursus honorum classique (préteur en 72 av. J.-C., consul en 69 av. J.-C.), Hortensius ne prit pas un engagement marqué dans la politique romaine. Il préféra profiter de la vie en épicurien.
Cicéron dans son Brutus (brève histoire de l’art oratoire romain), publié après la mort de son ami, débute par son éloge et vante son éloquence abondante et fleurie, modèle de l'asianisme. Aucun de ses discours ne nous est parvenu.